# Тамара Пуповац
Тамара Пуповац српска је новинарка и водитељка. 
Дипломирала је на мастер студијама комуникологије. Професионални ангажман започела је на Радио Београду у оквиру емисије „Нико као ја”. Каријеру потом наставља на Политици где је водила „Ретровизор”, своју прву ауторску емисију.  Била је дугогодишња новинарка и уредница радија Б92 где је водила емисије „Јутопија„, „Интервју дана” и „Дневник Б92”.
На Факултету за медије и комуникације радила је на месту директора Центра за студије медија и као предавач на Департману за медије и комуникације.
У оквиру државне управе бавила се односима са јавношћу. Водила је кампању Туристичке организације Србије под називом „Види Србију - које моменте ћеш памтити овог лета?”, награђену УЕПС-овим признањем 2018. године.
Ауторка је документарног филма „Ничији људи” који за тему има живот избеглица у Хрватској, Босни и Херцеговини и Србији. 
Ради на Инсајдер телевизији од њеног оснивања као уредница и водитељка различитих емисија. Првобитно "Маркер" и "Живот у рингу", касније "3Д - нова димензија дана". 